# Талмутишки
Талму́тишки (бел. Талму́цішкі, пол. Tałmuciszki) — деревня в Сморгонском районе Гродненской области Белоруссии.
Входит в состав Коренёвского сельсовета.
Расположена в центральной части района. Расстояние до районного центра Сморгонь по автодороге — около 15 км, до центра сельсовета деревни Корени по прямой — 13,5 км. Ближайшие населённые пункты — Наздрачуны, Стрипуны, Стымони. Площадь занимаемой территории составляет 0,0043 км², протяжённость границ 270 м.
Согласно переписи население деревни в 1999 году насчитывало 4 жителя.
До 2008 года Талмутишки входили в состав Белковщинского сельсовета.